# Rowan Hills
Rowan Hills (* 26. März 1991 in Melbourne, Australien) ist ein australischer Schauspieler. Bekannt wurde er durch seine Rolle in der australischen Fernsehserie Mako – Einfach Meerjungfrau, die von 2013 bis 2016 gedreht wurde.

## Leben
Hills wurde im März 1991 in Australien geboren. Er interessierte sich schon früh für das Schauspiel und wurde auch bekannt als Actor in dem Film As the Bell Rings aus dem Jahr 2009. Von Juli 2013 bis 2016 war er in Mako – Einfach Meerjungfrau, dem Spin-off von H2O – Plötzlich Meerjungfrau als Nebendarsteller zu sehen. Er verkörpert dort David, den Besitzer des Ocean Cafe.

## Filmografie
- 2009: As the Bell Rings
- 2011: Agged
- 2012: Any Questions for Ben?
- 2012: You’re Skitting Me
- 2012: Australia on Trial
- 2013–2016: Mako – Einfach Meerjungfrau (Mako: Island of Secrets, Fernsehserie, 57 Episoden)